# Jörn Frommann
Jörn Frommann (* 7. August 1967 in Hamburg) ist ein Hamburger Politiker der CDU.

## Leben
Nach dem Abitur am Oberstufenzentrum Süderelbe 1987 machte Jörn Frommann von 1987 bis 1989 eine Ausbildung zum Speditionskaufmann. Danach studierte er von 1991 bis 1997 an der Universität Hamburg mit dem Abschluss Diplom-Kaufmann. Seit 1999 ist er Gesellschafter-Geschäftsführer der ImmobilienKontorFrommann GmbH und seit 1988 Gesellschafter der Anlagen Wartungs GmbH.
Er ist Vater zweier Töchter und lebt seit 1998 in Wilhelmsburg.

## Politik
Jörn Frommann ist seit 1986 Mitglied in der CDU. Von 1995 bis 1999 war er Abgeordneter der Bezirksversammlung Harburg. Er war danach von 2001 bis 2004 Deputierter der Behörde für Inneres und im selben Zeitraum Vorsitzender des Ortsausschusses Wilhelmsburg.
Vom 3. Dezember 1999 bis 10. Oktober 2001 war er erstmals in der Hamburgischen Bürgerschaft vertreten, dann wieder vom 17. März 2004 bis zum 7. März 2011. Dort saß er für seine Fraktion seit 2004 im Eingabenausschuss, und Stadtentwicklungsausschuss sowie seit 2008 im Sportausschuss. In der 18. Wahlperiode (2004 bis 2008) saß er zudem im Innenausschuss und war Mitglied des Parlamentarischen Untersuchungsausschusses (PUA) Geschlossene Unterbringung Feuerbergstraße. In der 19. Legislaturperiode war er darüber hinaus Mitglied im PUA Elbphilharmonie.
Von Juni 2007 bis März 2011 war er darüber hinaus Mitglied der Härtefallkommission und von 2008 bis 2011 Fachsprecher seiner Fraktion für den „Sprung über die Elbe“, einem der Leitprojekte des CDU-geführten Senats. Seit 2008 war er Obmann seiner Fraktion im Eingabenausschuss.
Von März 2011 bis Mai 2014 war er Mitglied der CDU-Fraktion in der Bezirksversammlung Hamburg-Mitte, zu deren Vorsitzendem er am 2. Februar 2012 gewählt wurde.